# 드로우홀릭
드로우홀릭(drawholic)(본명: 김정배)는 파스텔, 색연필, 아크릴 물감 등 다양한 미술재료로 그리는 손그림을 주요 콘텐츠로 활동하는 대한민국 유튜버이자 트위치 스트리머이다. 2015년 9월부터 유튜브 채널에 다양한 미술 재료를 활용해 손그림으로 그리는 과정과 완성품을 영상을 통해 업로드하고 있다. 보통은 그리는 과정을 빠르게 돌린 영상을 올리지만, 라이브 방송에 그리는 과정, 그리고 강좌용으로 설명을 포함한 영상을 올리기도 한다.
주로 그리는 대상이 유명 캐릭터나 유명인의 얼굴이다 보니 소셜 미디어를 통해 영상 공유가 활발하다. 실제로 유튜브 개설 첫 해 드로우홀릭의 아이언맨 팬아트를 로버트 다우니 주니어가 본인의 트위터에 공유하며 드로우홀릭의 작품이 전 세계에 알려졌다. 2022년 8월 현재 드로우홀릭의 구독자 수는 361만명으로 한국 유튜브 채널 중 120위다.